# Термотропизм
Термотропизм — движение растений или частей растения в ответ на изменение температуры. Типичным примером термотропизма является скручивание листьев Рододендрона при понижении температуры. Мимоза стыдливая также проявляет термотропизм в форме сворачивания листочков на общем черешке листа при понижении температуры.
Термин «термотропизм» был введен французским ботаником Филиппом Ван Тигема в книге 1884 года «Traité de botanique». В своей книге Ван Тигема писал, что при воздействии на растение оптимальной температуры с одной стороны растения, и более высокой или более низкой чем оптимальная с другой стороны, то растение будет быстрее расти со стороны действия оптимальной температуры.
Точный физиологический механизм, лежащий в основе термотропизма у растений, еще не выяснен.

## Термотропизм листьев
Садоводы-любители часто отмечали резкое изменение формы Рододендрона при понижении температуры окружающей среды. В теплую погоду листья имеют плоскую продолговатую форму. При понижении температуры края листьев заворачиваются внутрь, придавая листьям трубчатую форму.
Исследования термотропизма листьев у Рододендрона говорят, что сворачивание в ответ на понижение температуры может предотвращать повреждение клеточных мембран, вызываемого быстрым оттаиванием после замерзания.
В зимний период Рододендроны в горах Аппалачи температура окружающей среды регулярно опускается ночью ниже 0°С и снова поднимается утром. Так как завернутый лист имеет меньшую площадь поверхности, он подвергается меньшему влиянию солнечных лучей и соответственно оттаивает медленнее, чем если бы он был развернут. Медленное оттаивание уменьшает урон, нанесенный клеточным мембранам образующимися кристаллами воды.

## Термотропизм корней
Корни, в большинстве случаев растут в сторону более низкой температуры. Было показано, что такое направление движения выгодно растениям, так как в большинстве природных условий температура почвы на поверхности теплее, чем в глубине.

## Внешние ссылки
- Почему у Рододендрона скручиваются листья?